# Czytelnia Akademicka w Krakowie
Czytelnia Akademicka w Krakowie – organizacja samopomocowa założona w 1859 roku razem z Bratnią Pomocą przez studentów Uniwersytetu Jagiellońskiego.

## Historia
Na początku 1859 roku z inicjatywy studenta medycyny Stanisława Loewenhardta powstała tajna organizacja studentów Bratnia Pomoc. Równocześnie w jego mieszkaniu działała Czytelnia Akademicka. Gdy Loewenhardt wyjechał z Krakowa zmieniła ona lokalizację, ale nie zaprzestała działalności. Opracowując w 1861 roku pierwszy statut Bratniej Pomocy zaproponowano połączenie obu organizacji, ale w 1862 roku został on przez Namiestnictwo zwrócony z zaleceniem oddzielenia Czytelni. Pomimo wprowadzonych zmian w statucie do 1865 roku Obie organizacje nadal były połączone, a na czele Czytelni stał wiceprezes Bratniej Pomocy. Pod koniec 1866 roku Namiestnictwo zatwierdziło statut Czytelni. Początkowo miała ona 83 członków. Ich ilość zwiększyła się do 220 po 1870 roku, gdy Czytelnia w 1869 roku uzyskała pozwolenie na udostępnianie czasopism literackich i codziennych. W latach 70. XIX wieku powstały pierwsze kółka filozoficzne i przyrodnicze. Potem historyczne, geograficzne, prawnicze, szachistów, muzyczne i oświaty ludowej. W latach 1881–1882 Czytelnia wydawała Przegląd Akademicki, który przez ostatnim roku wydawania był jej oficjalnym organem. Od roku 1883 zaczęło wychodzić pismo Przyszłość, a od 1885 roku przez 5 miesięcy Ziarno. W 1884 roku profesor Smolka zrzekł się opieki nad Czytelnią, a dekretem Namiestnictwa z 1 października 1884 Czytelnia została rozwiązana. W momencie rozwiązania w Czytelni działały kółka: filozoficzne, prawnicze, oświaty ludowej, filologiczne, geograficzne, muzyczne, szachistów i szermiercze. Po rozwiązaniu Czytelni część z nich się usamodzielniła, część upadła, a część rozpoczęła działalność w nowej Czytelni. W 1887 roku Czytelnia powołała komitet w składzie: Tadeusz Butrymowicz, Władysław Leopold Jaworski, dr Ludwik Grzybowski i Herman Seinfeld, którego celem było sprowadzenie prochów Adama Mickiewicza do Krakowa. W 1888 roku składu Komitetu został rozszerzony o Ksawerego Konopkę, Mieczysława Pawlikowskiego, ks. Ignacego Polkowskiego, posła Tadeusza Romanowicza i Ferdynanda Weigla, a Damazy Miśko jako przedstawiciel Czytelni szedł w skład jego zarządu i pełnił funkcję sekretarza. W 1890 roku Damazy Miśko jako przedstawiciel Czytelni pojechał z delegacją do Francji po prochy Adama Mickiewicza.
W listopadzie Czytelnia ponownie rozpoczęła działalność ze zmienionym statutem. Nowa organizacja przejęła majątek poprzedniej z biblioteką liczącą 4145 woluminów. Liczyła ona 401 członków zwyczajnych i 47 honorowych. Czytelnia mieściła się pod adresem Rynek Główny 10. 9 maja 1889 roku Minister Spraw wewnętrznych odpowiedział na pismo członków Czytelni informując, że decyzja o jej rozwiązaniu w 1884 roku była bezprawna. W związku z tym zgromadzenie członków podjęło decyzję o rozwiązaniu z dniem 1 lipca starej Czytelni, a zaczął obowiązywać stary statut sprzed 1884 roku.
W październiku 1889 roku w lokalu Czytelni wygłosił wykład Ernest Breiter, który mówił o wynarodowieniu Polaków przez Austrię i Niemcy i stwierdził, że wierzy w rewolucję w Rosji. Podczas obchodów wigilii w grudniu wykład o braterstwie mówił Ludwik Kulczycki. Namiestnictwo reskryptem z 15 lutego 1890 roku rozwiązało stowarzyszenie za zorganizowanie spotkań podczas których "dyskutowano kwestie społeczne i polityczne".
Kuratorzy:
- prof. Aleksander Bojarski
- 1869-1874 prof. Udalryk Heyzmann
- 1874-1882 prof. Franciszek Kasparek
- 1883-1884 prof. Stanisław Smolka

Prezesi:
- Teofil Malinowski (1863-1865)[2]
- Franciszek Bylicki (1867
- Józef Merunowicz 1872[11]
- Gustaw Piotrowski 1885/86[12]
- Władysław Leopold Jaworski[13]
- Franciszek Michalik 1888[13]
- Damazy Miśko 1888/89[14]
- Franciszek Nowicki 1889/90